# خايمي لوريدا
خايمي لوريدا (بالإسبانية: Jaime Lloreda) مواليد 10 نوفمبر 1980 في بنما، هو لاعب كرة سلة بنمي. بدأ مسيرته الاحترافية في سنة 2000. يبلغ طوله 6 قدم 9 بوصة (2.1 م).

## المسيرة الاحترافية
لعب مع كارشياكا في موسم 2004–2005، ثم لعب مع لوكوموتيف كوبان في الدوري الروسي في موسم 2005–2006، ثم لعب مع نادي الاتحاد في سنة 2006، ثم لعب مع بوسنا رويال في موسم 2006–2007، ثم لعب مع بالاكانسترو فاريزي في الدوري الإيطالي في موسم 2007–2008، ثم لعب مع روزيتو شاركز في موسم 2008–2009، ثم لعب مع باسكت سرقسطة 2002 في الدوري الإسباني في موسم 2009–2010، ثم لعب مع أتلتيكوس دي سان جرمان في سنة 2011.

## روابط خارجية
- خايمي لوريدا على موقع الاتحاد الدولي لكرة السلة (الإنجليزية)
- خايمي لوريدا على موقع كرة السلة الأوروبية.كوم (الإنجليزية)
- خايمي لوريدا على موقع كلية كرة السلة في سبورتس رفرنس.كوم (الإنجليزية)
- خايمي لوريدا على موقع ريلجم (الإنجليزية)
- خايمي لوريدا على موقع بروبوليرز (الإنجليزية)
- خايمي لوريدا على موقع سبورتس رفرنس (الإنجليزية)